# Culicoides stonei
Culicoides stonei är en tvåvingeart som beskrevs av Maurice Theodore James 1943. Culicoides stonei ingår i släktet Culicoides och familjen svidknott. Inga underarter finns listade i Catalogue of Life.